# Parc commémoratif Sun Yat-sen
Le parc commémoratif Sun Yat-sen (en chinois : 中山紀念公園, Sun Yat Sen Memorial Park) est un parc public situé dans le quartier de Sai Ying Pun (zh) sur l'île de Hong Kong en face de Victoria Harbour. Il honore la figure historique de Sun Yat-sen et est le seul parc de Hong Kong à porter son nom.

## Histoire
Des résidents du quartier de Sai Wan (en) déploraient depuis longtemps les possibilités limitées de loisirs et de divertissement dans le secteur. Deux projets de loisirs sur des terre-pleins près de Sai Ying Pun sont alors approuvés par le conseil urbain en 1986/87 : une salle de jeux intérieure (actuel centre sportif du parc commémoratif Sun Yat-sen) et le parc original nommé initial « parc de Western ». Seule une partie du site est initialement cédée au conseil urbain car la plupart des terrains étaient nécessaires à la construction du Western Harbour Crossing dans les années 1990. Le parc de Western, de deux hectares, ouvre ses portes en 1991.
La construction du centre sportif du parc de Western commence en mai 1992 et les installations sont ouvertes le 22 mai 1995,. Il est rebaptisé « centre sportif du parc commémoratif Sun Yat-sen » le 1er juin 2011.
En 1999, le conseil urbain provisoire approuve le réaménagement de l'espace vert en parc commémoratif pour Sun Yat-sen. Cela est effectué en 2003, mais seulement en tant que parc temporaire et il n'occupe toujours qu'une partie des terre-pleins du front de mer. Le reste des terrains riverains est inutilisé et clôturé, sous la gestion du département des terrains (en), après l'achèvement du Western Harbour Crossing. Le parc est critiqué pour ne pas être à la hauteur de son nom, contenant à peine plus qu'une plaque citant le Dr Sun,. L'expansion du parc est prévue, mais retardée en raison de contraintes budgétaires.
L'agrandissement et le réaménagement du parc figurent parmi les 25 projets prioritaires identifiés dans l'allocution politique de 2005. Le parc est fermé le 28 mars 2008 pour reconstruction. La première phase du parc reconstruit ouvre au public le 26 juin 2010.
Les piscines du parc commémoratif Sun Yat Sen, qui comprennent une piscine de 50 mètres et une plus petite piscine d'apprentissage, ouvrent le 30 novembre 2011.

## Équipements
- 2 terrains de basket-ball
- Aire de jeux pour enfants
- Stations de fitness
- Terrain de football (à 7)
- Piste de jogging
- Pelouse commémorative
- Miroir d'eau
- Centre sportif du parc commémoratif Sun Yat-sen
  - Salle de jeux pour enfants
  - Salle de danse
  - Salle d'entrainement
  - Gymnase
  - Salles de squash/tennis de table
- Piscines du parc commémoratif Sun Yat-sen
  - Piscine de compétition (50 mètres)
  - Piscine pédagogique
  - Tribune spectateur
  - Zone de bronzage
- Toilettes
- Promenade au bord de l'eau

## Galerie

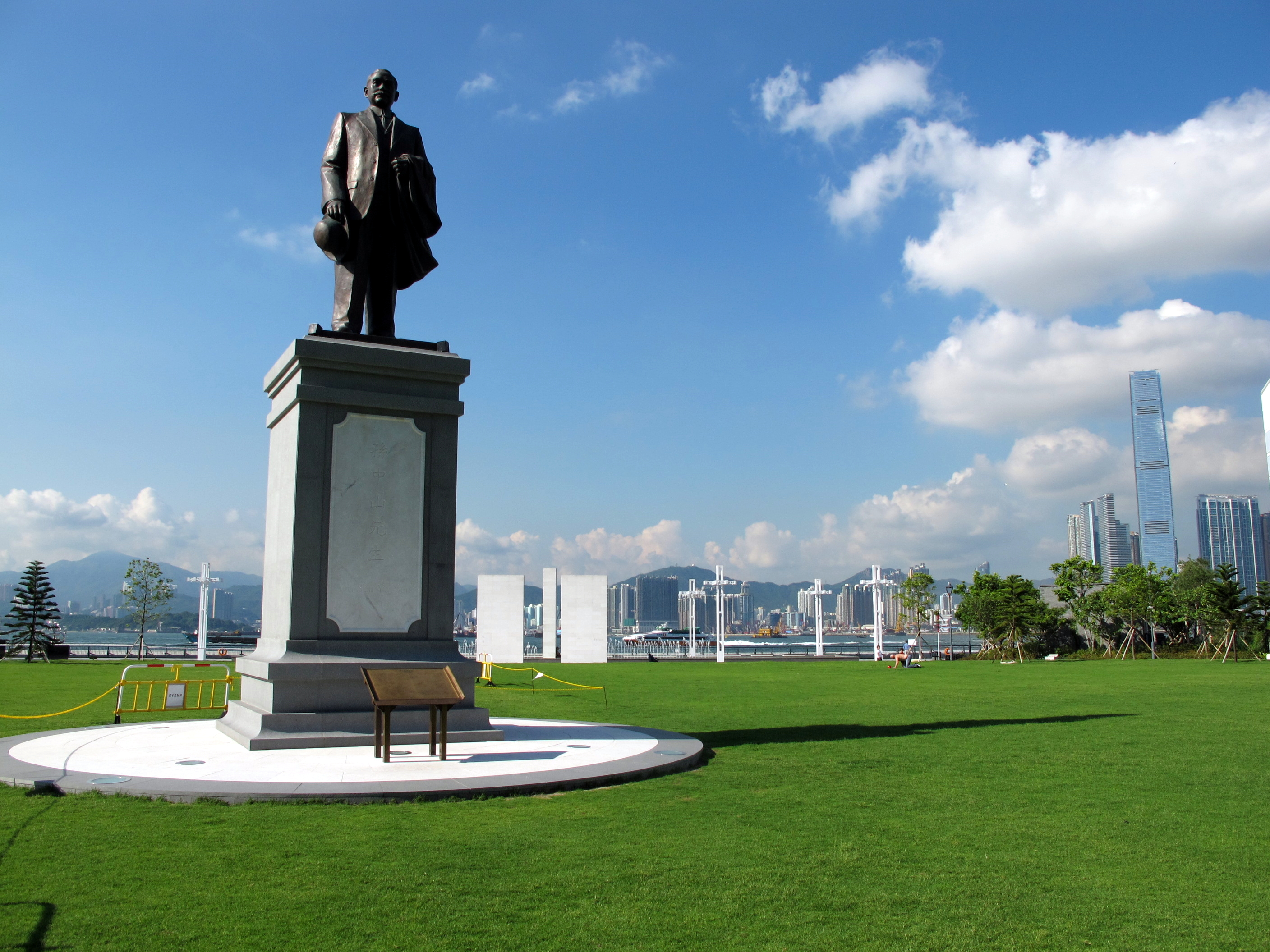
Statue de Sun Yat-sen dans le parc.
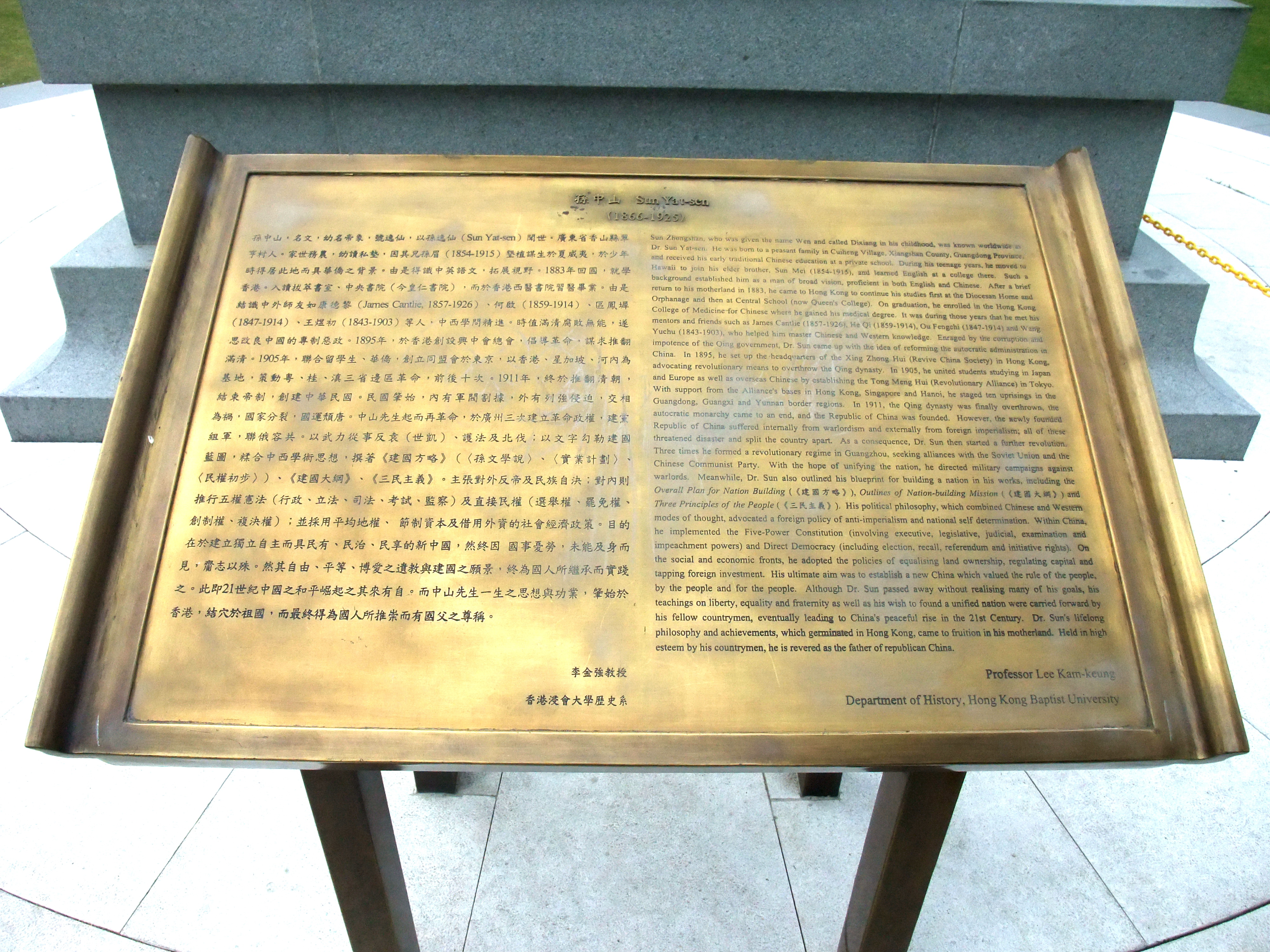
La plaque devant la statue.
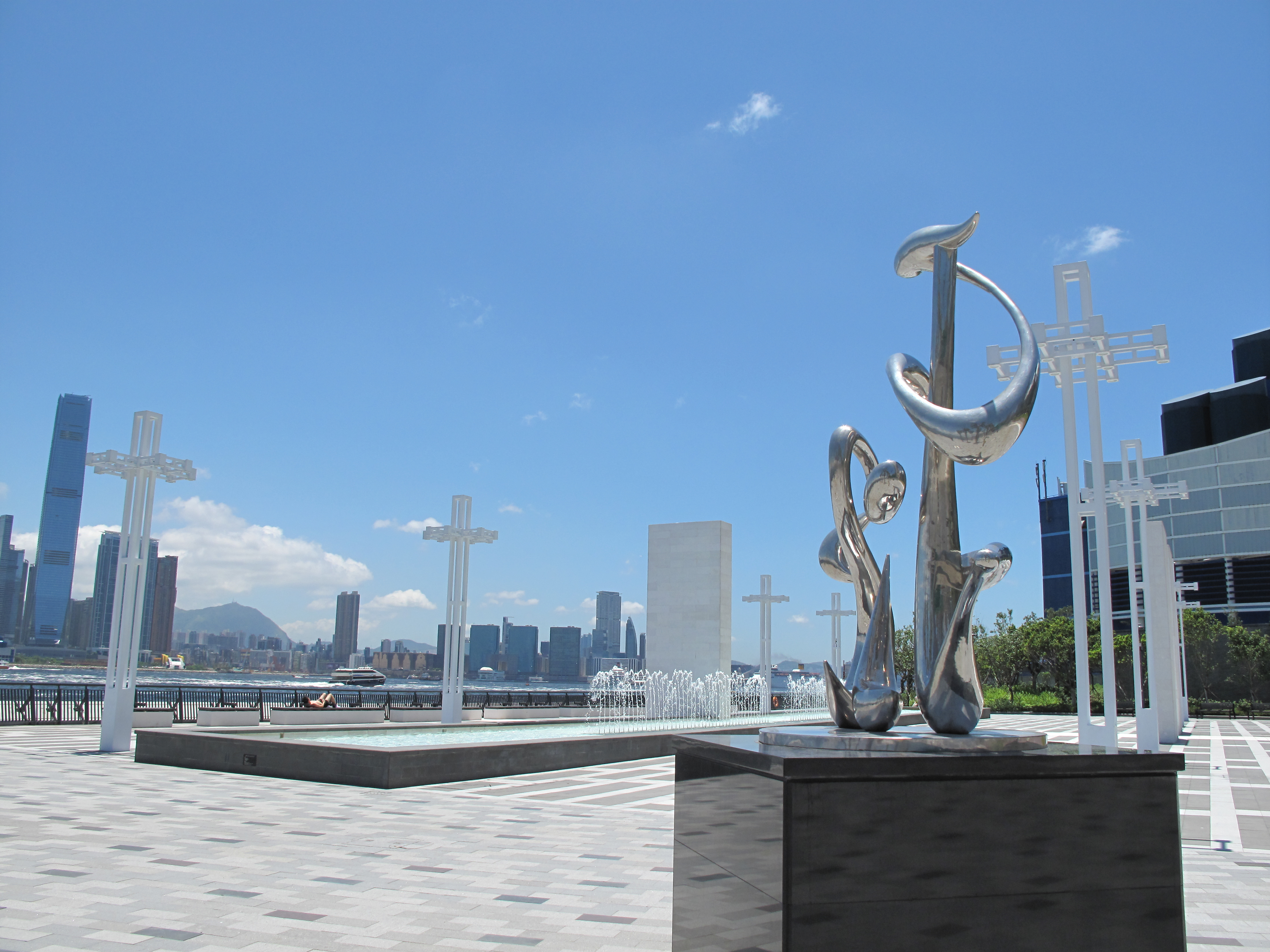
Fontaine et sculptures au bord de l'eau.
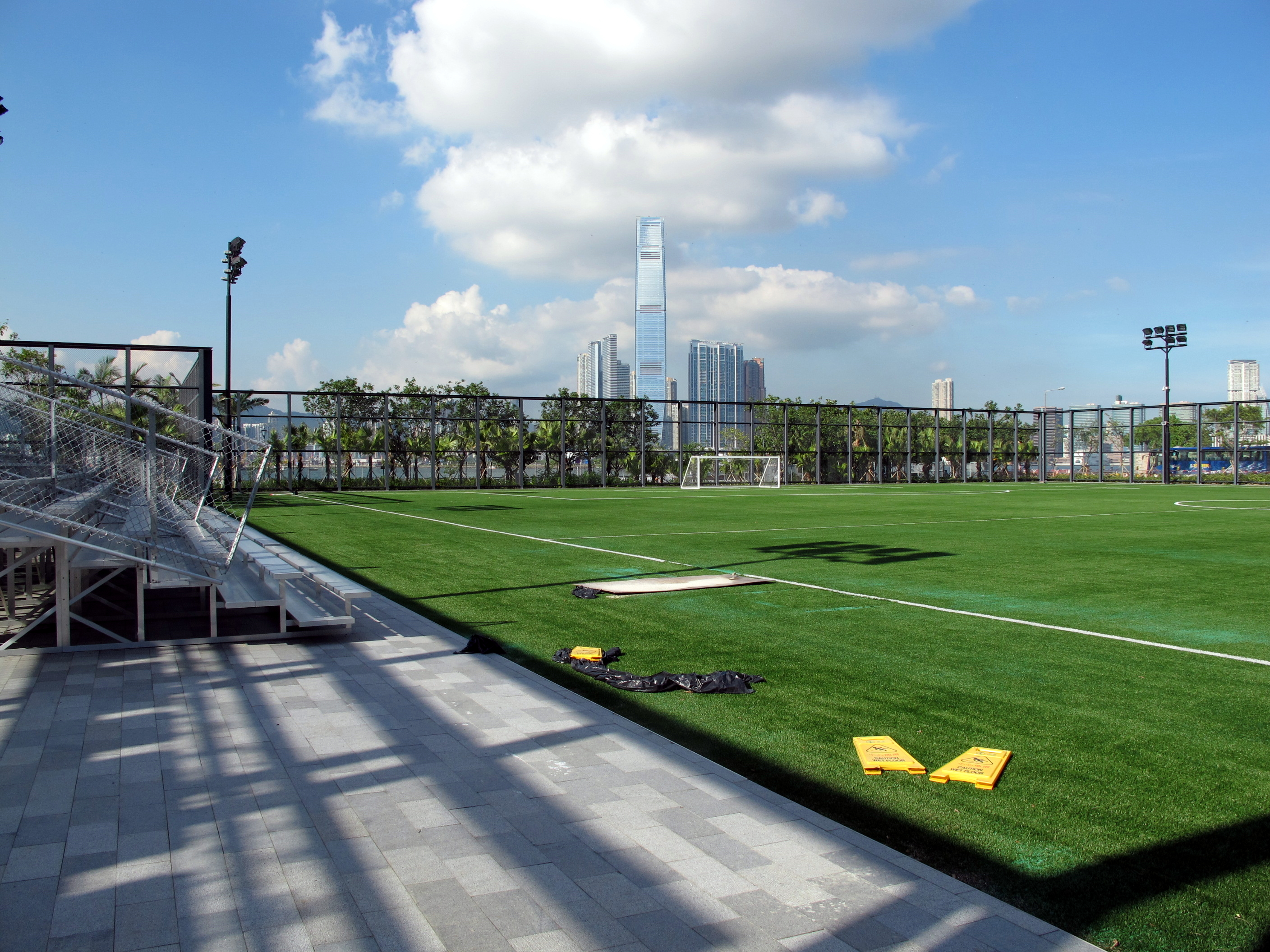
Terrain de football.
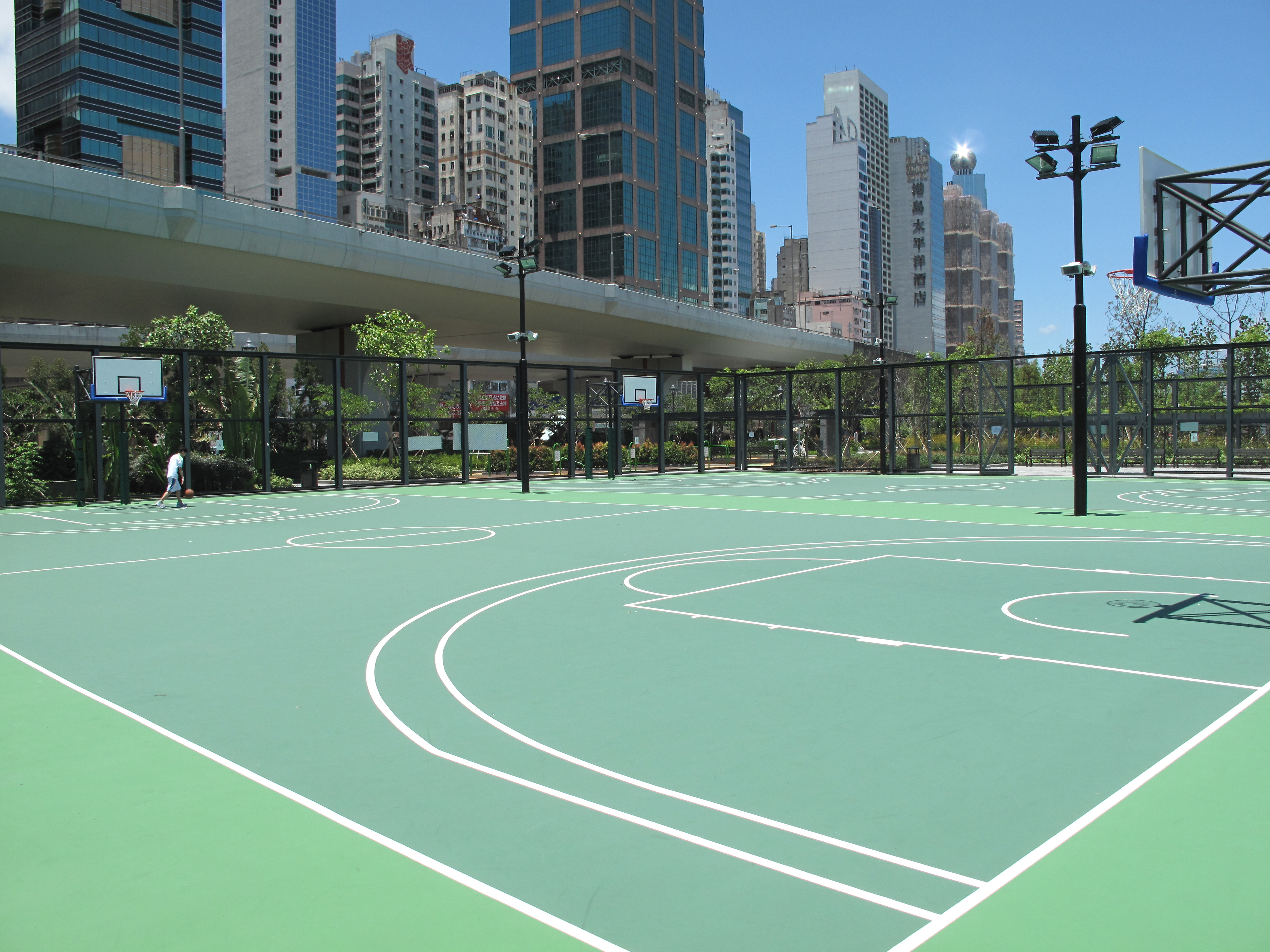
Terrains de basket-ball.
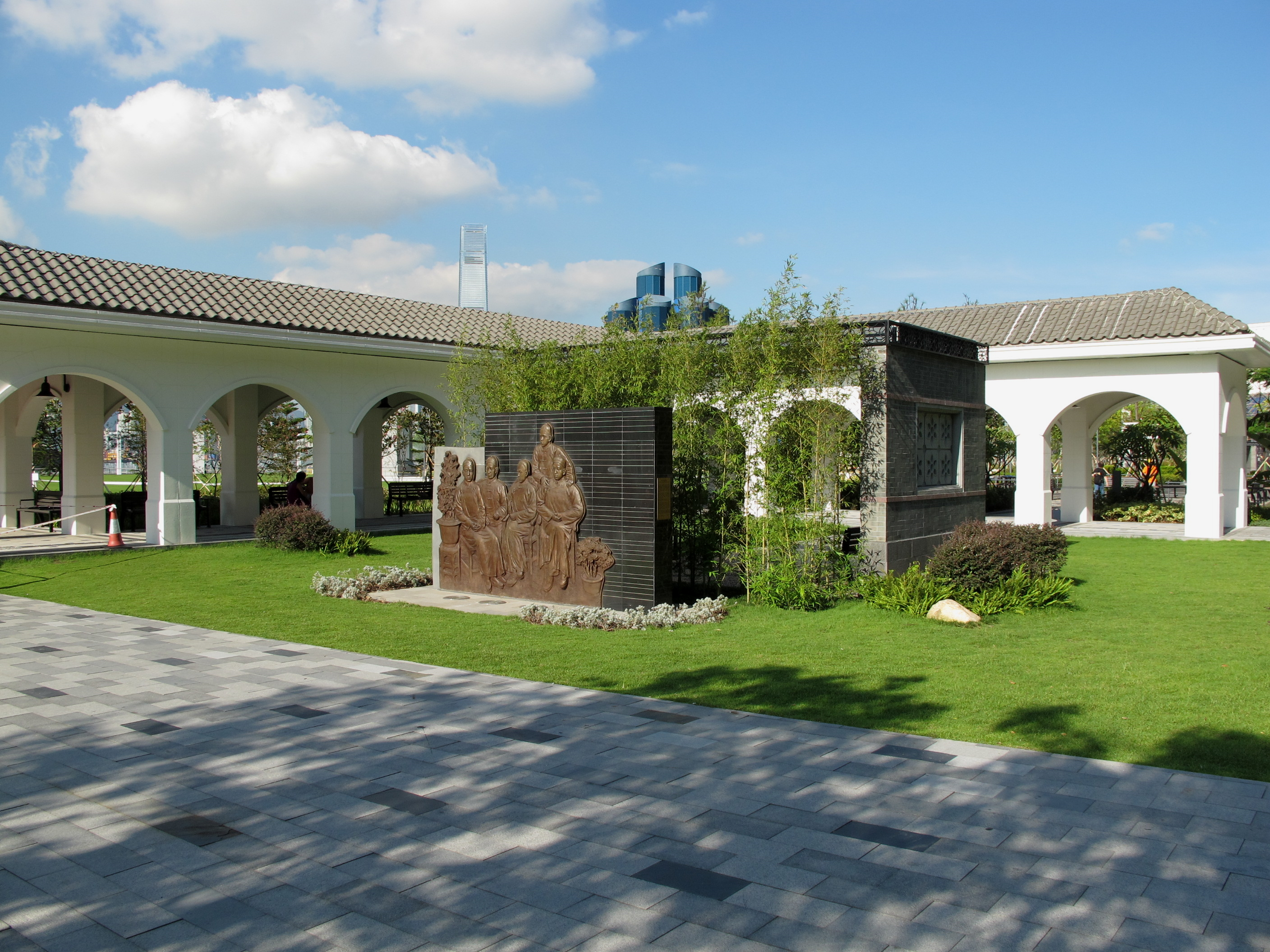
Le coin des Quatre bandits (en).
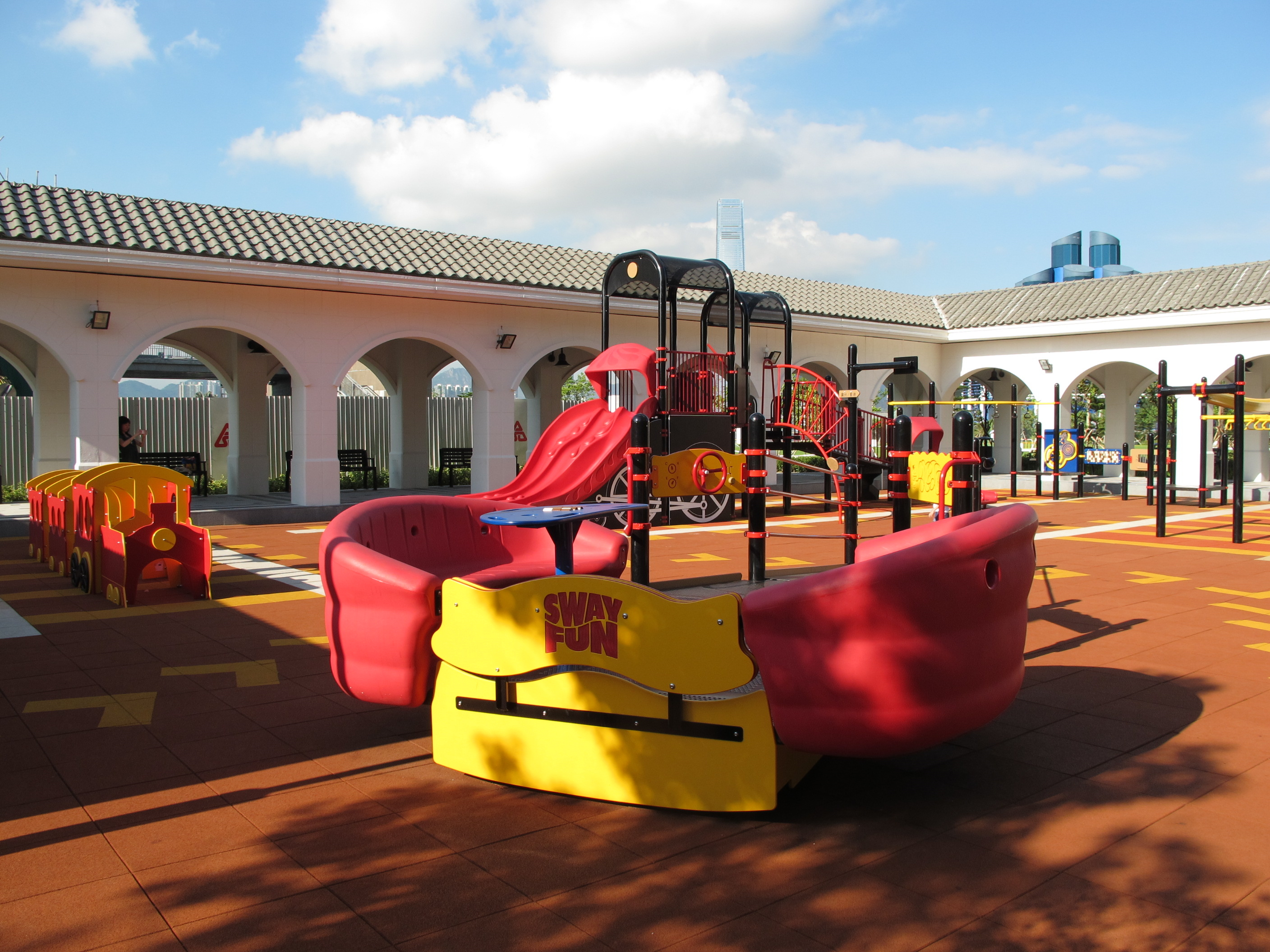
Aire de jeux pour enfants.
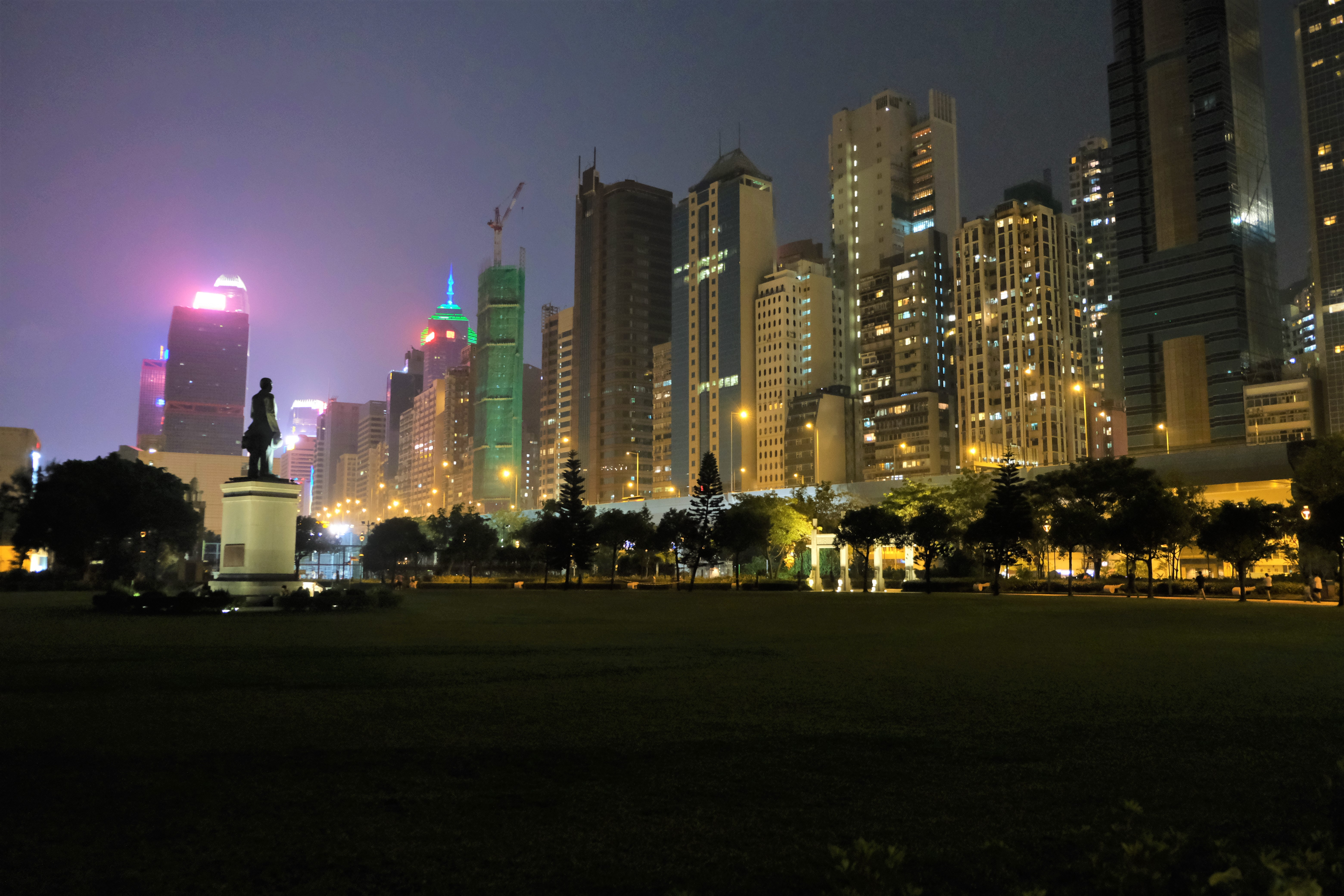
Le parc de nuit.